# Vagyon
A vagyon egy jogalany (természetes vagy jogi személy) pénzben meghatározható javainak összessége. A vagyonba tartozik tehát az adott személy minden dologi és kötelmi jogi jogviszonya, amelyből csak a nem vagyoni jellegű jogok vannak kizárva. A vagyon részét képezik jogok és kötelezettségek is, ezek különbsége a tiszta vagyon. Vagyona minden jogképes embernek van, arról lemondani, illetve életében teljes egészében másra átruházni nem lehet, halála után öröklés tárgya lesz. A vagyon egyes összetevőit vagyontárgyaknak nevezzük. A vagyonon belül szűkebb polgári jogi kategória az alvagyon, amely meghatározott célra összefogott vagyontárgyak csoportját jelenti, amire általában speciális jogi szabályozás érvényes. Ilyen például a házastársak közös vagyona és különvagyona. Amennyiben egy vagyon vagy alvagyon több személyt illet meg, akkor vagyonközösségről beszélünk.